# Scogli delle Spine
Gli scogli delle Spine formano un gruppo di scogli dell'Italia, in Sardegna.